# Auzat-la-Combelle
Auzat-la-Combelle ist eine französische Gemeinde im Département Puy-de-Dôme in der Region Auvergne-Rhône-Alpes mit 1.953 Einwohnern (Stand: 1. Januar 2022). Die Gemeinde gehört zum Arrondissement Issoire und zum Kanton Brassac-les-Mines (bis 2015: Kanton Jumeaux).
Die Gemeinde besteht aus den beiden Ortsteilen Auzat-sur-Allier und La Combelle.

## Geographie
Auzat-la-Combelle liegt etwa 40 Kilometer südsüdöstlich von Clermont-Ferrand am Ufer des Allier, in den hier der Alagnon mündet. Umgeben wird Auzat-la-Combelle von den Nachbargemeinden Lamontgie im Norden, Esteil im Osten, Jumeaux im Süden und Südosten, Brassac-les-Mines im Süden, Beaulieu im Westen sowie Nonette-Orsonnette mit Orsonnette im Nordosten.

## Bevölkerungsentwicklung
| Jahr                       | 1962 | 1968 | 1975 | 1982 | 1990 | 1999 | 2006 | 2018 |
| Einwohner                  | 3215 | 2910 | 2632 | 2468 | 2156 | 2044 | 2030 | 2040 |
| Quellen: Cassini und INSEE |      |      |      |      |      |      |      |      |

## Sehenswürdigkeiten
- Kirche Saint-Géraud
- Ruinen der Burg Cocu am Allier
- Ruinen der Windmühle
- Reste der Zeche von La Combelle und die Kapelle der Minenarbeiter

## Persönlichkeiten
- Émile Clermont (1880–1916), Schriftsteller
- Émile Antonio (* 1928), Fußballspieler

## Weblinks

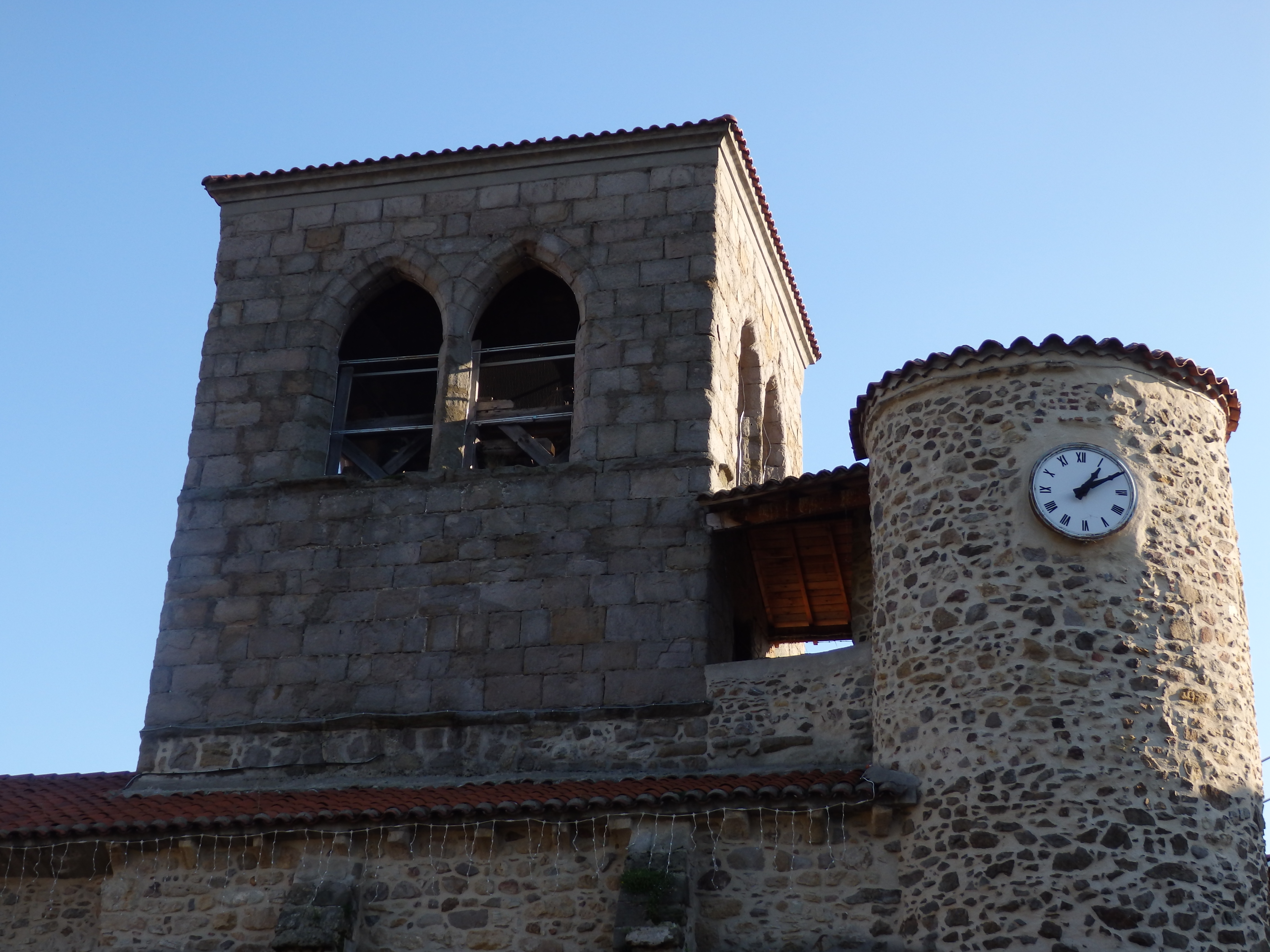
Kirche Saint-Géraud